# Корубана
Корубана (на английски: Shelob) е измислено чудовище, герой от романа на Джон Роналд Руел Толкин „Властелинът на пръстените“.

## Описание
Корубана е гигантско паякоподобно създание, потомка на Унголиант, и обитава планините на западната граница на Мордор. Саурон я използва като охранител на прохода Кирит Унгол.
В „Двете кули“, втора част от романа „Властелинът на пръстените“, Корубана се опитва да улови Фродо Бегинс, потърсил път към Мордор през тунелите на Кирит Унгол. Успява да го упои и пашкулова в мрежата си. Фродо е спасен от Самознай Майтапер, който влиза в двубой с Корубана и успява да я рани тежко.